# سون یونگ-هی
سون یونگ-هی (انگلیسی: Son Young-hee؛ زادهٔ ۲۴ آوریل ۱۹۹۳) وزنه‌بردار اهل کره جنوبی است.
وی در مسابقات کشوری و بین‌المللی در مجموع برندهٔ ۱ مدال طلا شده‌است.